# RFU Championship Cup 2021-22
La RFU Championship Cup 2021-22 fue la tercera edición del torneo de rugby para equipos de Inglaterra que participan en la segunda división del mencionado país.

## Sistema de disputa
El torneo se disputó en formato de eliminación directa, a diferencia de años anteriores en que se disputó una fase de grupos, los dos mejores equipos jugaron la final.

## Desarrollo

### Primera fase
| 8 de abril de 2022 | Richmond | 26 - 61 | Hartpury University |  |  |

| 24 de abril de 2022 | Hartpury University | 35 - 40 | Richmond |  |  |

- Hartpury University avanza con un global de 96 a 66.

| 8 de abril de 2022 | Nottingham RFC | 14 - 38 | Bedford Blues |  |  |

| 24 de abril de 2022 | Bedford Blues | 52 - 19 | Nottingham RFC |  |  |

- Bedford avanza con un global de 90 a 33.

| 9 de abril de 2022 | Doncaster Knights | 24 - 26 | Cornish Pirates |  |  |

| 24 de abril de 2022 | Cornish Pirates | 20 - 32 | Doncaster Knights |  |  |

- Doncaster avanza con un global de 56 a 46, Cornish avanza como mejor perdedor.

| 9 de abril de 2022 | Ampthill | 27 - 21 | Coventry RFC |  |  |

| 24 de abril de 2022 | Coventry RFC | 31 - 22 | Ampthill |  |  |

- Coventry avanza con un global de 52 a 49, Ampthill avanza como mejor perdedor.

| 9 de abril de 2022 | Jersey Reds | 57 - 14 | London Scottish |  |  |

| 24 de abril de 2022 | London Scottish | 7 - 54 | Jersey Reds |  |  |

- Jersey avanza con un global de 111 a 21.

### Cuartos de final
| 29 de abril de 2022 | Hartpury University | 19 - 19 | Jersey Reds |  |  |

| 6 de mayo de 2022 | Jersey Reds | 30 - 14 | Hartpury University |  |  |

- Jersey Reds avanza con un global de 49 a 33.

| 30 de abril de 2022 | Cornish Pirates | 38 - 37 | Bedford Blues |  |  |

| 7 de mayo de 2022 | Bedford Blues | 32 - 33 | Cornish Pirates |  |  |

- Cornish Pirates avanza con un global de 71 a 69.

| 30 de abril de 2022 | Doncaster Knights | 22 - 35 | Coventry RFC |  |  |

| 8 de mayo de 2022 | Coventry RFC | 27 - 31 | Doncaster Knights |  |  |

- Coventry avanza con un global de 62 a 53.

| 30 de abril de 2022 | Ampthill | 21 - 31 | Ealing Trailfinders |  |  |

| 7 de mayo de 2022 | Ealing Trailfinders | 56 - 24 | Ampthill |  |  |

- Ealing Trailfinders avanza con un global de 87 a 45.

### Semifinales
| 13 de mayo de 2022 | Jersey Reds | 17 - 20 | Coventry RFC |  |  |

| 14 de mayo de 2022 | Ealing Trailfinders | 36 - 26 | Cornish Pirates |  |  |

### Final
| 21 de mayo de 2022 | Ealing Trailfinders | 19 - 13 | Coventry RFC |  |  |

| Bandera de Inglaterra       |
| Campeón Ealing Trailfinders |
| Segundo título              |